# Dicmo
Dicmo o  Dizmo (obsolet Dismo) és un poble i municipi de Croàcia situat al comtat de Split-Dalmàcia. Al cens de l'any  2011, el municipi tenia 2802 habitants.
Dicmo ha estat habitat des de l'època iliria, però els primers esments d'ell i el seu nom prové de la paraula "Decimanum", perquè era la "desena milla" de l'antic camí entre Salona i Aequum. Al llarg de la seva història, Dicmo ha estat una parada de trànsit tant per motius comercials com militars, i com la resta de l'actual Croàcia, sovint va canviar d'administració, a causa tant de la guerra otomana com d'altres. Durant el domini austrohongarès, es construeix un ferrocarril entre Sinj i Split, "Rera", la ruta del qual passava per Dicmo.
Al llarg de la Segona Guerra Mundial Dicmo va tornar a ser una via de trànsit, aquesta vegada per a italians i alemanys en el seu camí cap a Split, la qual cosa va permetre als italians construir una torre de vigilància al costat de l'estació de tren local, les ruïnes de la qual es poden veure fins als nostres dies. Al principi, hi havia una barreja de bàndols, però després de 1943, els veïns es van unir a la lluita contra les potències de l'Eix. Un esdeveniment notable de la Segona Guerra Mundial al municipi va tenir lloc al llogaret de Butige, on diversos soldats ustaše van ser interceptats pels partisans de Sinj i finalment portats a la fossa de Huso (Husina jama), un mt. Lloc de Kamešnica on es van disposar desenes de cossos d'eix. Durant l'època iugoslava, la zona estava sota un antic municipi de Sinj, durant el qual es va tancar el ferrocarril de Rera, la carretera D1 es va construir a la dècada de 1960, mentre que l'electricitat i les línies d'aigua es van instal·lar als anys setanta i finals dels vuitanta, respectivament. Molts habitants del municipi van participar en la Guerra d'Independència de Croàcia, després de la qual Dicmo va passar a formar part de Croàcia i un municipi al comtat de Split-Dalmàcia, amb l'HDZ (Partit Demòcrata Croat) com a partit polític líder local.
La inversió més destacada durant el segle XXI, durant el govern del partit polític independent, és la Zona Industrial del municipi, on treballen més de 500 persones de la comarca propera.